# Megatherium americanum
Megatherium americanum (latín: mega, stor och therium, djur) är ett utdött däggdjur av arten mamífero placentario desdentado av ordningen Pilosa som levde under Pleistocen (för 15 miljoner år sedan) i Amerika, på argentinska pampas från vilka de viktigaste skelettfynden härstammar. Djuret dog ut för cirka 9000 år sedan. Man tror att den närmsta levande släktingen är trögdjuret. Djuret beskrevs 1796 av Georges Cuvier.

## Beskrivning
Ett vuxet djur mätte mer än 6 meter från huvudet till svansen och nästan 2 meter från marken till ryggen. Det hade en benstomme som var kraftigare än elefantens, en stor voluminös kropp och ett relativt litet huvud, den saknade tänder och betar, förutom fyra molarer på båda sidor av båda käkarna som var under ständig tillväxt. De saknade emalj och hade prismatisk form. Med dessa tuggade den grenar, blad, frukter och blommor, och använde också klorna för att gräva i jorden i sökandet efter rötter och knölar. Den jättelika kroppen var täckt av en tät päls vars färg varierade med ålder och kön. Från födseln var den försedd med korta ben, stora fötter, kraftiga böjda klor och en svans på 50 centimeter i diameter. Av detta skäl drar man slutsatsen av djurets storlek och vanor, att det inte var trädklättrande och att det försörjde sig genom att stöda på sina bakben. Fast det gick på fyra ben, stödjande sig på knogarna.

## Upptäckt och första undersökningar
När man 1785 gjorde arbeten vid strandkanten av floden Luján, i det som idag är Provincia de Buenos Aires i Argentina, upptäckte Fray Manuel de Torres de första skelettbenen av ett okänt djur bland sedimenten. Det var nästan komplett och väl konserverat. För att bättre kunna studera djuret monterade han det på en träkonstruktion, och det blev det första fossil som visades på det sättet. Platsen kallas nu "Barrancas de Monte Hermoso", "Farola Monte Hermoso" eller helt enkelt "Las Rocas".
Efter att ha sett resterna av en glyptodont som hade skickats till Europa 1788, beslöt Charles Darwin att besöka fyndplatsen i Punta Alta i september 1832, och åkte då också vägen om Monte Hermoso. I ett av hans verk (Geological Observations on South America 1846), gjorde Darwin en detaljerad beskrivning av ravinen som han hade funnit vid Punta Alta, vilken då var 6 meter hög och sträckte sig något mer än en kilometer längs kusten av Argentinska havet. Därifrån grävde han fram ett stort antal fossila ben från gigantiska däggdjur och fann också mycket sediment bestående av fossiliserade snäckskal med mera (conchillas). Bland däggdjursresterna fanns några fossil som redan var kända av den tidens vetenskapsmän, , som jättedjuren glyptodonten och Mastodonten, tillsammans med andra vid tillfället okända djur, som toxodont och mylodont. Till hans ära, finns sedan 1990 i Punta Alta museet Charles Darwin.
Inspirerade av Darwin, besökte paleontologen Florentino Ameghino och hans bror Carlos, båda från Argentina, området 1887 och publicerade sedan (1890) sina upptäckter under titeln Exploración geológica en la Patagonia. Efter deras resor uppstod teorin att den moderna människan hade uppstått i Sydamerika (nu vederlagd) och att det var ursprungsbefolkningen som utrotade den gamla megafaunan genom en extensiv jakt.